# Zoran Milanović
Zoran Milanović (* 30. října 1966) je chorvatský politik, vůdce středolevé sociálně demokratické strany Chorvatska (SDP). V období mezi prosincem 2011 a lednem 2016 byl předsedou chorvatské vlády. Dne 5. ledna 2020 byl zvolen prezidentem Chorvatska, když v druhém kole prezidentských voleb porazil předchozí prezidentku Kolindu Grabarovou-Kitarovičovou. Úřadu se ujal 18. února 2020. V lednu 2025 mandát obhájil.

## Život
Jeho otec Stipe a matka Gina mají kořeny v Sinji. Má bratra Krešimira. Navštěvoval Centrum pro řízení a soudnictví (elitní vysoká škola). Sám uznal, že je velmi živý a náchylný k boji. V roce 1986, nastoupil na Záhřebskou univerzitu, obor soudnictví. Vedle své rodné chorvatštiny se dorozumí také anglicky, francouzsky a rusky. Po vysoké škole byl na stáži u obchodního soudu, a v roce 1993 získal práci na chorvatském ministerstvu zahraničních věcí, kde ho přijal jeho budoucí politický soupeř Ivo Sanader.
O rok později se zúčastnil mírové mise OSN Náhorního Karabachu. V roce 1994, se oženil se Sanjou Musićovou, s níž má dva syny, Anteho a Marka.
V roce 1996 byl poradcem na misi Chorvatska u Evropské unie a NATO v Bruselu. V roce 1999, na konci svého mandátu, se Milanović vrátil na ministerstvo zahraničí.

## Kariéra
V roce 1999 vstoupil do Sociálně demokratické strany (SDP). Po vítězství SDP tyto ve volbách roku 2000, měl na starosti spolupráci s NATO, o tři roky později se stal náměstkem ministra zahraničních věcí. Svůj post opustil po volbách roku 2003.

Na mimořádné konferenci strany, konané v Záhřebu dne 2. června 2007, v důsledku odstoupení předsedy strany, Milanović vstoupil do soutěže o uvolněný post, a to i přesto, že nebyl považován za jejího favorita, protože nebyl dlouho ve straně. Jeho protikandidáty byli Željka Antunović (úřadující předseda strany po odstoupení Ivicy Račana), Milan Bandić a Tonino Picula.

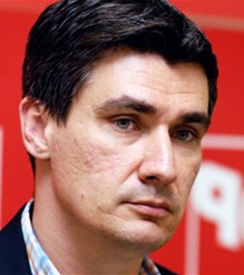
Zoran Milanović

Dne 29. září 2007, v průběhu kampaně na předsedu strany, veřejně slíbil, že odstoupí a nebude nikdy znovu usilovat o předsednictví strany, pokud strana nezíská více míst ve volbách do parlamentu. V prvním kole vedl s 592, před svým nejbližším soupeřem Željko Antunovićem. Ve druhém kole ho porazil a stal se předsedou strany.

## Parlamentní volby
Parlamentní volby 2007 skončily velmi těsně. Strana SDP získala 56 míst, jen 10 mandátů za vítěznou HDZ. Těsný výsledek voleb zapříčinil, že se obě strany pokusily sestavit vládu, pokud shromáždí 77 z 153 zástupců. Nicméně SDP zůstala v opozici, protože koaliční vláda premiéra Iva Sanadera vytvořila většinovou koalici.
Poté, co prohrál všeobecné volby, nejenže neodstoupil (jak dříve slíbil), ale také znovu vstoupil do volby na předsedu strany v květnu 2008. Přes volební ztrátu, Milanović zůstal vůdcem strany přijímající podporu většiny delegátů.
Parlamentní volby 2011 SDP spojily se tří dalšími levicovými stranami k vytvoření koalice s Milanovićem jako premiérem. Vyhrál volby s nadpoloviční většinou 81 křesel.
Milanović byl zvolen chorvatským parlamentem do úřadu chorvatského premiéra, složením přísahy 23. prosince 2011. Úřad opustil 26. ledna 2016. Vystřídal jej Tihomir Orešković.